# Aguidi
Aguidi ist ein Arrondissement im Departement Plateau im westafrikanischen Staat Benin. Es ist eine Verwaltungseinheit, die der Gerichtsbarkeit der Kommune Sakété untersteht.

## Demografie und Verwaltung
Gemäß der Volkszählung 2013 des beninischen Statistikamtes INSAE hatte das Arrondissement 18.625 Einwohner, davon waren 8973 männlich und 9652 weiblich.
Von den 80 Dörfern und Quartieren der Kommune Sakété entfallen 17 auf Aguidi:
1. Agada-Hounmè
2. Akpéchi
3. Assa-Gamè
4. Assa-Idioché
5. Barigbo-Owodé
6. Ibadja Sodji
7. Idjiboro
8. Igbo Egan
9. Ikpédjilé
10. Illako  Idioro
11. Illoro Aguidi
12. Illougou-Kossomi
13. Ita Alabè
14. Ita-Ayinla
15. Kobèdjo
16. Makpa
17. Modogan